# 愛文芒果
愛文芒果（學名：Mangifera indica L. cv. Irwin）為美国佛罗里达州所培育的商業芒果栽培品種，在美國、澳大利亚以及臺灣是常見的芒果品種。

## 起源與分布
愛文芒果源自1939年迈阿密的愛文（F. D. Irwin）莊園，親本是利彭斯芒果、海頓芒果；1945年首次結果，在1949年命名並開始商業化種植。佛罗里达州境內，美国农业部在邁阿密所設种质资源信息网络種原庫、佛罗里达大学熱帶研習中心、雷德蘭水果與香料公園等處都有種植愛文。除了美國之外，愛文在澳大利亚、哥斯达黎加、墨西哥、南非也是芒果重要栽培品種。

## 形態特徵
爱文芒果的樹體小至中等，樹冠開闊；果實近似鵝蛋形、有蒂一端較為圓胖，尺寸範圍約為長11.5—13公分、寬8—9公分、厚6.5—7.5公分。果皮外表呈緋紅色至豔紅色，並有許多白點，帶有怡人香氣，质地柔軟、厚度中等，緊貼着果肉。果肉呈檸檬黃色，肉質細嫩多汁幾無纖維。果重約320—450公克、種子佔果重7.3%，白利糖度12—15°Bx，產期約在5—7月間。

## 栽培
1954年，臺灣的農復會從美國佛罗里达州引進愛文芒果，1962年正式於臺南縣玉井鄉等地種植及推廣。為適應臺灣環境，愛文芒果以早期引入的土芒果（柴檨）作砧木嫁接以利生長，因果皮呈紅色又名「蘋果檨」。1980年代以降，臺灣主要量產的芒果栽培品種包括土芒果、愛文、金煌、臺農一號以及凱特；愛文在臺南市、屏東縣栽培7,000餘公顷，成為主力品種。愛文與日本宮崎縣產芒果品牌「太陽之子」（太陽のタマゴ）同種，因縣政府宣傳使日本從臺灣大量進口；除日本之外也銷售至韓國、中国大陆、香港、新加坡，據臺南市政府農業局統計，外銷量逾2,000公噸。
中國大陸的芒果種植面積與產量為海南岛最大，1990年代從臺灣引進的金煌、臺農一號與貴妃成為三大芒果栽培品種，而愛文栽培面積以及產量都比較少。韓國济州岛在2000年代引進愛文，在溫室少量種植且比進口昂貴；不過由於全球变暖的影響，愛文在半島南部沿海的統營市、金海市、咸安郡變得更常見，2022年統計慶尚南道的栽培面積達9公頃。